# Smartare än en femteklassare
Smartare än en femteklassare är ett svenskt frågesport- och familjeunderhållningsprogram från TV-året 2011, baserat på den amerikanska förlagan Are You Smarter Than a 5th Grader?. Programmet hade premiär i SVT1 den 19 mars 2011 och har därefter sänts samma period varje vår. Fram till 2017 var Lasse Kronér programledare. 2018 efterträddes han av Josefin Johansson som ledde programmet fram till 2020 då SVT valde att lägga ner programmet. En ny version av programmet med modifierad studio hade under hösten 2023 premiär på Kanal 5 och Discovery+ med Marko Lehtosalo som ny programledare. 2024 tog Klas Eriksson och Alfred Svensson över rollen som programledare.
De tävlande är vanligtvis sökande till programmet, men det kan hända att även att någon i publiken eller en känd person får chansen att tävla. När en känd person tävlar går vinstsumman till välgörenhet.
En nyhet för tredje säsongen var den så kallade "kidnappningen". Via webbplatsen eller genom tips till redaktionen har allmänheten kunnat anmäla vänner och bekanta som deltagare, utan deras vetskap.

## Fem har klarat sista frågan
Under seriens gång klarade fem tävlande sista frågan på 250 000 kr i Sverige. Det var specialisttandläkaren Tobias Fagrell, pensionären Ingrid Sjöstrand, korsordskonstruktören Bertil Blues Johansson, forskningschefen Staffan Asplund och minneskonstnären Jonas von Essen. Tidigare var Stefan Holm den enda som kommit till sista frågan; det var tionde avsnittet i säsong 2, men han svarade där fel på frågan.

## Kända personer som medverkat i SVT
- Mark Levengood (vinst 20 000 kr)
- Sara Edwardsson (vinst 100 000 kr)
- Stefan Holm (vinst 20 000 kr)
- Markoolio (vinst 40 000 kr)
- Ylva Hällen (vinst 20 000 kr)
- Rickard Olsson (vinst 20 000 kr)
- Doreen Månsson (vinst 125 000 kr, svarade inte på 250 000-kronorsfrågan)
- Daniel Norberg (vinst 125 000 kr,[11] svarade inte på 250 000-kronorsfrågan)
- Jan Björklund (vinst 20 000 kr)[12]
- Sarah Sjöström (vinst 60 000 kr)
- Edward Blom (vinst 125 000 kr, svarade inte på 250 000-kronorsfrågan)
- Jesper Rönndahl (vinst 20 000 kr)
- Jonas von Essen (vinst 250 000 kr)
- Babben Larsson (vinst 100 000 kr)
- Bert Karlsson (vinst 0 kr)

## Medverkande i Discovery
Sedan Discovery tog över är det endast kändisar som deltar. Lyckas denne vinna pengar går vinstsumman till en utvald välgörenhetsorganisation. Listan är i kronologisk ordning.

### Säsong 9 (2023)
- Måns Möller (vinst 100 000 kr, svarade ej på sista frågan)
- Tobbe Blom (vinst 20 000 kr)
- Ellen Bergström (vinst 20 000 kr)
- Joakim Lundell (vinst 20 000 kr)
- Camilla Hamid (vinst 60 000 kr)
- Özz Nûjen (vinst 100 000 kr, svarade ej på sista frågan)
- Michel Tornéus (vinst 50 000 kr)
- Patrick Ekwall (vinst 15 000 kr)
- Malin Gramer (vinst 40 000 kr)
- Viktor Frisk (vinst 50 000 kr)
- Renaida Braun (vinst 50 000 kr)
- Emma Igelström (vinst 20 000 kr)
- Linda Bengtzing (vinst 80 000 kr)
- Lisa Ajax (vinst 0 kr)
- Erica Johansson (vinst 0 kr)
- Peter Magnusson (vinst 20 000 kr)
- Sofia Dalén (vinst 0 kr)
- Martina Haag (vinst 20 000 kr)
- Anders Svensson (vinst 20 000 kr)
- Robin Bengtsson (vinst 20 000 kr)
- Elisa Lindström (vinst 20 000 kr)

#### Duellpar
- Dermot Clemenger och Hampus Hedström – vinst: 60 000 kr (Dermot)
- Filip Dikmen och Kaeli Abdi – vinst: 60 000 kr (Filip)
- Casper Janebrink och Lars "Lasseman" Larsson – vinst: 70 000 kr (Lasseman)
- Anis Don Demina och Behrouz "Berra" Badreh – vinst: 50 000 kr (Berra)

### Säsong 10 (2024)
Precis som i 2023 års säsong, är det enbart kändisar som deltar i programmet, denna gång som duellpar/duellanter. Dessa par listas nedanför i kronologisk ordning, från det att respektive avsnitt har släppts/sänts.
- Kennet Andersson och Ann Wilson – vinst: 65 000 kr (Ann)
- Daniel Paris och Sofia Wistam – vinst: 50 000 kr (Sofia)
- Erik Ekstrand och Mackan Edlund – vinst: 65 000 kr (Mackan)
- Tareq Taylor och Sofia Ståhl – vinst: 65 000 kr (Tareq)
- Markus Granseth och Claudia Galli Concha – vinst: 60 000 kr (Claudia)
- Emma Molin och Emma Peters – vinst 70 000 kr (Emma P)
- Tobias Karlsson och Magdalena Forsberg – vinst: 70 000 kr (Magdalena)
- Daniel och Emil Norberg – vinst: 65 000 kr (Emil)
- Liamoo och Rennie Mirro – vinst: 70 000 kr (Liamoo)
- Mikael Sandström och Lotta Engberg – vinst: 70 000 kr (Mikael)
- Nassim Al Fakir och Lina Hedlund – vinst: 50 000 kr (Lina)
- Emma Green och Stefan Holm – vinst: 70 000 kr (Stefan)

## Programidé
En vuxen tävlande väljer fritt bland tio ämnen och besvarar muntligt frågor hämtade ur läroböcker för årskurs 1 till 5. Den tävlande får ta hjälp av ett barn i programmets sammansatta lilla skolklass med elever från femte årskursen i grundskolan, som skriftligt besvarar samma frågor. Den tävlande har tre livlinor och kan kopiera, kika eller bli räddad av elevens svar, dock inte på finalfrågan.
Priserna är en stege enligt följande:
- 2 000 kr
- 4 000 kr
- 10 000 kr
- 15 000 kr
- 20 000 kr (säkerhetsnivå)
- 40 000 kr
- 60 000 kr
- 80 000 kr
- 100 000 kr
- 125 000 kr
- 250 000 kr

Vinststegen avgör hur mycket pengar varje fråga är värd. För att vinna högsta vinsten måste samtliga ämnen på spelplanen avverkas, samt en finalfråga. Högsta vinsten är 250 000 kr. Säkerhetsnivån är 20 000 kr (pengar som deltagaren får behålla oavsett hur det går därefter). Den tävlande kan när som helst frivilligt hoppa av spelet och behålla den intjänade penningsumman. Om den tävlande väljer att hoppa av eller svarar fel och inte kan räddas med någon av de tre livlinorna, måste personen titta in i TV-kameran och säga: "Jag är inte smartare än en femteklassare".